# Sitkei Rockfesztivál
A Sitkei Rockfesztivál az egyik legnagyobb hagyományokkal büszkélkedő hazai rockzenei esemény. A budapesti tabáni koncertek után ez volt az első olyan rockfesztivál, amely alulról építkezve, állami segítség nélkül tudott napjainkban is fennmaradni.

## A kápolna története
Sitke község határát övező domboldalon, a Kövesen 1871-ben építtették a kissitkei Kálvária-kápolnát Felsőbüki (I.) Nagy Sándor és neje, Weidgang Teréz, a kastély akkori tulajdonosai. Felszentelésére 1872. február 14-én került sor. A Kálvária 1946. június 16-án került a plébánia tulajdonába. A neogót kis kápolna magas bástyával, előtérrel körülvéve, két toronnyal téglából épült, cseréppel fedett. Tornyai homokkőből valók, csonkák. Az előtér kőfallal van kerítve, négy vasrácsos kapuval van ellátva, tornyát még korábban villámcsapás érte. 

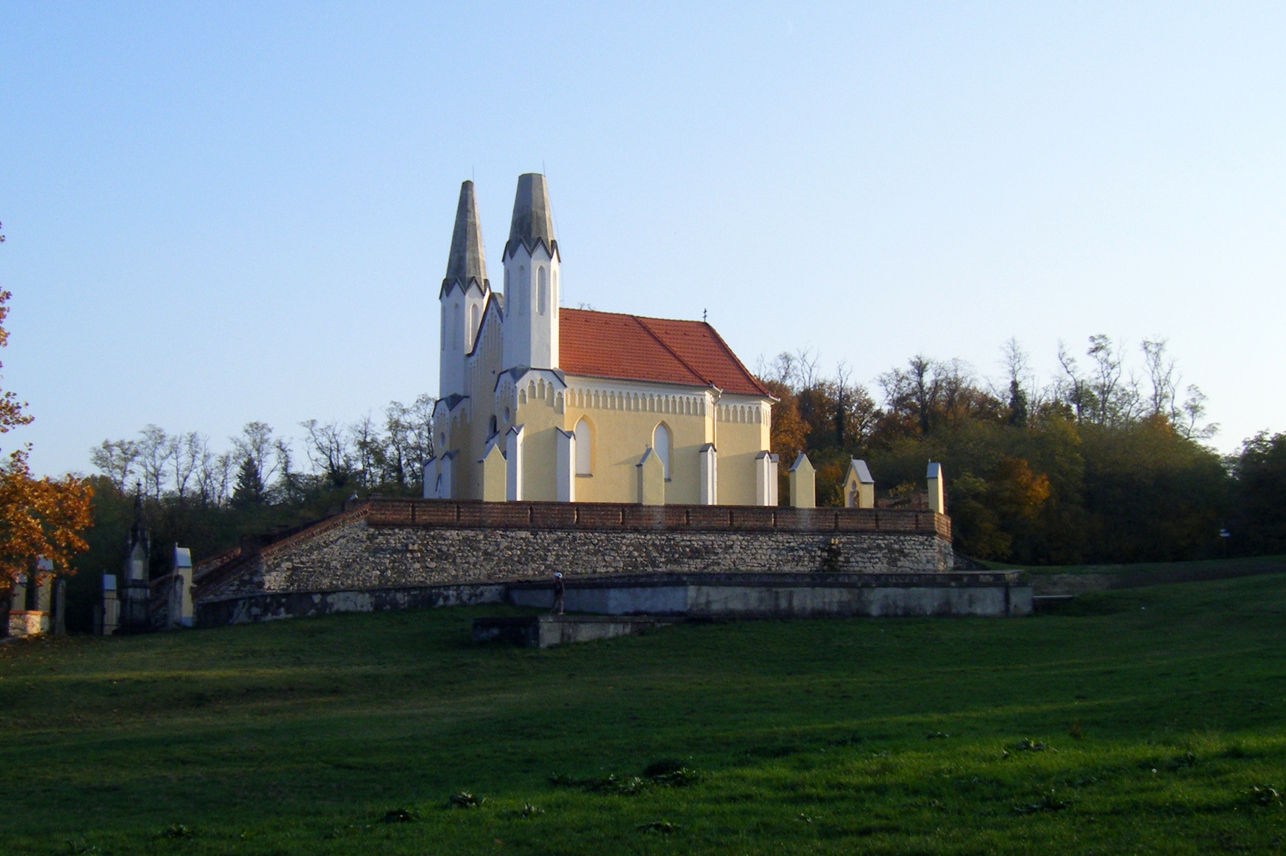
Kissitkei Kálvária-kápolna Sitke község határát övező domboldalon (2011)

A falu katolikus lakosságának a nagytemplom fenntartása és javítása nagy gondot okozott. Először Ódor Zoltán sitkei lakosnak jutott eszébe, hogy fel kellene újítani a Kálváriát. De mivel a szükséges pénzt nem tudta előteremteni, le is állt az ötlet megvalósításával.
A kápolna életében lényeges változás azután következett be, amikor a sitkei római katolikus egyházközség képviselő-testülete és a Kápolnáért Kulturális és Sportegyesület megállapodást kötött az épület hasznosítására. Sitkén, 1988. február 17-én írták alá a megállapodást, amelyet dr. Konkoly István megyés püspök jóváhagyott. Az egyházközség a sitkei Kálvária-kápolna épületegyüttesét 50 éves használatra az egyesületnek átadja, az egyesület vállalja, hogy a Kálvária-kápolnát 50 évre átveszi, felújításának anyagi költségeiről, valamint fenntartásáról gondoskodik. 1988. augusztus 1-ig olyan állapotba hozza, hogy rendezvények tartására alkalmassá váljék.
Az évente ismétlődő kápolnakoncertek bevételéből az építészeti remek az enyészettől megmenekült. Az egyesület kérelemmel fordult az Országos Műemléki Felügyelőséghez, amely a kérelemnek helyt adott, és az 1988. augusztus 30-án kelt 905588. számú határozatával a Kálvária-kápolnát műemlék jellegű építménnyé nyilvánította.

## A rockfesztivál története
A Sitkei Rockfesztivál története a kápolnához és négy személyhez kapcsolódik. 1986-ban Balázs Fecó (a Korál zenekar vezetője) és Kovács Ferenc (egykori fogadós) Sitkén járt, ahol megszületett az ötletük, miszerint "Mentsük meg – a zene segítségével – ezt a kápolnát", és alapítsanak egy szervezetet, amely kasszáját koncertekkel tölthetnék fel.
A végső elhatározás 1986 májusában született meg. Kovács Ferenc és Balázs Fecó megkereste Kozma Gábort, aki akkor igen ismert és ellenzékinek számító Vas Népe újságírója volt, hogy beszélje rá Vida Ferencet († 2017) (a Lord zenekar egykori vezetője) a részvételre. Így négyen ültek le a szombathelyi Pikoló sörözőben, és akkor döntötték el, hogy elindítják a fesztivált. Vida Ferenc azonnal igent mondott koncertfelkérésre, és felajánlotta a zenekari "gázsit". A Lord a '86-os évben sikerei csúcsán állt, koncertjeit ezrek látogatták.
Az első fesztivált 1986-ban rendezték meg. A fesztivál végén mind a négy alapító kiment a színpadra, és megköszönték a részvételt a kb. 800 fős nézőközönségnek.
Már a fesztivál hajnalán a legnevesebb előadók léptek színpadra. Az István a király '89-es bemutatásával a rockszínházi műfajok kerültek középpontba. Az ezt követő időszakban profi rendezvényszervezőkre bízták a fesztivál szervezését. Ez volt a mélypont, azonban 1996-tól új lendületet vett, és népszerűségét az időközben egyre jobban szaporodó nagy zenei fesztiválok sem törték meg. Ebben szerepe volt annak, hogy a sitkei fesztivál minden romboló hatás ellenére megőrizte eredeti varázsát és küldetését. Az utóbbi években a szervezők fontosnak tartották azt is, hogy a fesztivál "családbarát" rendezvénnyé váljon.
Az évek óta szándékosan alacsony áron tartott belépődíjakból származó bevételeket ugyanis továbbra is a kápolna felújítására és a falu támogatására fordítják.

## Nevezetes fesztiválok
A Sitkei Rockfesztivál története során számos rendkívüli és említésre méltó esemény is történt.
1989-ben 14 ezer ember előtt mutatták be az István a király rockoperát. 1990-ben a Kormorán és Balázs Fecó koncertje után eleredt az eső, ezért a Jézus Krisztus szupersztár (Sasvári Sándor, Makrai Pál, Vikidál Gyula, Nagy Anikó…) rockopera másnap, vasárnap este került színpadra, amire az esőnapon is ötezren látogattak ki. 1991-ben a Mindhalálig Beatles (Mikó István, Incze József, Forgács Péter, Jani Ildikó, Benkő Péter) került színpadra, míg egy évre rá, 1992-ben az Evita rockopera. 1993-ban a Nemzeti Színház előadásában a Kőműves Kelement nézhették meg az ide látogatók.
Négy alkalommal – (1994, 1995, 2020, 2021) – elmaradt a rendezvény, de 1994-ben az LMS-iroda (Vida Ferenc) sebtében összehozott rendezvényén fellépett Nemtelen Erotika, Wizo, Auróra, Takáts Tamás DBB, Maksa Zoltán, Komár László, Csepregi Éva, Soltész Rezső, a Dózis.
A "Nekünk Mohács kell…?" zenés színművet 1996-ban mutatták be Sitkén.
20 éves fennállását két napos rendezvénnyel ünnepelte a fesztivál 2006-ban, míg a 25 éves jubileumi alkalmából már három napos fesztivált rendeztek 2011-ben, ahol egy különleges zenei csemege, Balázs Fecó és a Savaria Szimfonikus Zenekar közös produkciója is színpadra került.
2022-es évet – 2 évnyi kényszerű szünet után – újra kétnapos rendezvénnyel ünnepelte a fesztivál, amelyet – a 2020 novemberében elhunyt alapító, Balázs Ferenc Kossuth- és Liszt Ferenc díjas zenész tiszteletére készített emléktábla és dombormű ünnepélyes felavatását követően – a Korál Tribute Band koncertje nyitott meg augusztus 26-án.

## A fesztivál fellépői 1986–2022
- 1986: Dandys, Kormorán, Deák Bill Gyula, Korál, Lord
- 1987: R-GO, Ádám és Éva, Deák Bill Gyula, Dinnyés József, Tátrai Tibor, Török Ádám, Skorpió, Babos Gyula, Lord, Balázs Fecó
- 1988: Hemo, K’nguru, Ossian, NO, Varga Miklós, Deák Bill Gyula, Tátrai-Frenreisz-Papp, Török Ádám és a Mini, Benkő László, Bikini, Balázs Fecó, Lord
- 1989: István a király rockopera (Vikidál Gyulával, Deák Billel, Nagy Feróval, Varga Miklóssal)
- 1990: Kormorán, Balázs Fecó, Jézus Krisztus szupersztár rockopera
- 1991: Mindhalálig Beatles, Exotic, Mora Lisa, AD Stúdió, Azok a fiúk, Sing Sing, Skorpió, PUF, Beatrice, Balázs Fecó
- 1992: Kormorán, Z’Zi Labor, Pa-dö-dő, Balázs Fecó és a Sexit, Evita rockopera
- 1993: Kormorán, Defekt Duó, Nagy Bandó András, Boncz Géza, Nádas György, Republic, NO, Balázs Fecó, Nemzeti Színház előadásában a Kőműves Kelemen
- 1994: elmaradt
- 1995: elmaradt
- 1996: Secret Valley, Passion, Blokád, Black Spider, Varnyú Country, Deák Bill Band, Varga Miklós és a Kormorán, Hevesi Tamás, Balázs Fecó, “Nekünk Mohács kell…? zenés színmű
- 1997: Credo, BAD, Rockfort, Yellow Rabel, Sipõcz Band, Lord, Kormorán, Varga Miklós és a Boxer, Balázs Fecó, Beatrice
- 1998: BAD, Country Express, Lord, Józanészek, Rockfort, Karthago, Kormorán, Korál, Republic, Deák Bill Gyula, Varga Miklós
- 1999: HIT, Lord, Deák Bill Gyula, Kormorán, Balázs Fecó, Bikini, Beatrice, P. Mobil
- 2000: Beatrice, Deák Bill Gyula, Tunyogi Band, Kormorán, Charlie, Keresztes Ildikó, Balázs Fecó, Bikini
- 2001: Hobó, Venus, Kormorán, Bikini, Demjén Ferenc, Edda
- 2002: BAD, Halor, Józanészek, Snake Heart, Dumaszínház, Deák Bill Gyula, Lord, Balázs Fecó, Kispál és a Borz, Republic, Moby Dick
- 2003: BAD, Wood, Józanészek, Kormorán, Balázs Fecó, Lord, P. Mobil, Edda
- 2004: BAD, Halor, Akela, Hooligans, Kormorán, Balázs Fecó – Keresztes Ildikó, Lord, Zanzibár, Ossian
- 2005: Kárpátia, Carbonas, Kormorán, Tankcsapda, Balázs Fecó, Lord, Ossian
- 2006: Last Minute, Kárpátia, Beatrice, Ossian, Halor, Zorall, Double 14, B.A.D., Wisdom, Deák Bill BB, Kormorán, Korál, Lord, Edda
- 2007: Morality, Athran, BAD, Hard, Kormorán, Ákos, Korál, Dust
- 2008: Polip Rock Band, B.A.D., Halor, Pokolgép, Kormorán, Lord, Balázs Fecó és Keresztes Ildikó, Bikini, Republic
- 2009: Sunbird, B.A.D., Vas-Tag Hangok, Ismerős Arcok, Kormorán, Balázs Fecó, Demjén Ferenc, Lord, Edda
- 2010: B.A.D., Beatrice, MobilMánia, Kormorán, Lord, Balázs Fecó Band, Ossian
- 2011: Halor, Pokolgép, Ismerős Arcok, Kormorán, Hooligans, B.A.D., Avatar, Deák Bill Gyula, Kárpátia, Lord, Karthago, Sixters, After Crying, Balázs Fecó és a Savaria Szimfonikus Zenekar közös produkciója
- 2012: Pyro Sapiens, B.A.D., Ocho Macho, Kormorán, Kárpátia, Lord, Ossian
- 2013: Galeri, Dead But Happy, Karak, Zorall, Kárpátia, Lord, Tankcsapda, Hooligans
- 2014: Soulwave, Karak, Pair o’ Dice, Meggie és Zenekara, Kalapács, Ismerős Arcok, Lord, Edda, Ossian
- 2015: PNR Band, Pandorra, Maxisun, Piramis, Örökség, Lord, Road, Hooligans
- 2016: Power, Rudán Joe Band, Deák Bill Blues Band, Kárpátia, Pokolgép, Road, Katapult, Radar, MobilMánia, Depresszió, Lord, Edda, Ossian
- 2017: Bagatell, Red Rockets, Pair o’ Dice, Moby Dick, Ossian, Lord, Edda, Kalapács
- 2018: Galeri, Smoking Frog, Moby Dick, Lord, Pokolgép, Bagatell, Jump Rock Band, Falcon Project, Depresszió, Kárpátia, Karthago, Mobilmánia
- 2019: Evilution Rock Band, Bagatell, Falcon Project, Radar, Deák Bill Gyula, Lord, Kowalsky meg a Vega, Road
- 2020: elmaradt
- 2021: elmaradt
- 2022: Korál Tribute Band, Kárpátia, Rúzsa Magdi, Rudán Joe Band, Hamuzákis, Spitfire, Falcon Project, I’m Dorothy, Moby Dick, Ossian, Lord, Pokolgép
- 2023: Susie & the Pills, Leander Kills, Ossian, Totális Metál – Pokolgép évek, Hamuzákis, Echonald, Red Rockets, Tűzkerék XT, Mobilmánia Vikidál Gyulával, Lord, Nagy Feró és a Beatrice, Zorall